# Малый каменный дрозд
Малый каменный дрозд (лат. Monticola rufocinereus) — певчая птица из семейства мухоловковых (Muscicapidae), самая маленькая из рода каменных дроздов.

## Описание
Длина малого каменного дрозда в среднем составляет 15—16 см, а масса от 20 до 27 граммов. У самца голова, горло, крылья и верхняя брюшная часть тела серого цвета, низ оранжевого цвета с золотистым оттенком. Самка тусклее и бледнее.
По поведению похож на горихвостку из-за привычки дрожать хвостом.

## Распространение
Малый каменный дрозд обитает в Эритрее, Эфиопии, Кении, Омане, Саудовской Аравии, Сомали, Южном Судане, Танзании, Уганде и Йемене.
Населяет скалистые районы, субтропические и тропические сухие леса, саванны и луга, иногда встречается и вблизи населённых пунктов. Обитает на высоте от 800 до 1400 м над уровнем моря.

## Образ жизни
Малый каменный дрозд питается различными членистоногими, червями, а также фруктами и ягодами.
В кладке обычно 2—3 яйца.

## Подвиды
В составе вида выделяют два подвида:
- Monticola rufocinereus rufocinereus Rüppell, 1837 — Обитает в основном в Эритрее, Эфиопии, Сомали, Кении и Танзании.
- Monticola rufocinereus sclateri Hartert, 1917 — Обитает в основном в Саудовской Аравии.